# Candidate for Murder
Candidate for Murder (übersetzt „Kandidat für einen Mord“) ist ein britischer Kriminalfilm von David Villiers aus dem Jahr 1962. Produziert wurde er von der Filmgesellschaft Merton Park Studios. Das Drehbuch stammt von dem Drehbuchautor Lukas Heller und baut auf der Kurzgeschichte The Best Laid Plans of a Man in Love von Edgar Wallace auf. Der Film war Teil der ersten Hälfte der Edgar Wallace Mysteries, einer Serie von 47 Edgar-Wallace-Verfilmungen der Merton Park Studios zwischen 1960 und 1965; in Deutschland wurde er nie gezeigt.

## Handlung
Donald Edwards geht davon aus, dass seine Frau Helene ihn betrügt. Er beauftragt den deutschen Auftragsmörder Kersten, sie zu ermorden. Dieser kassiert das Honorar, ohne die Frau zu töten, und wird von Edwards niedergeschossen. Helene flieht in ein Landhaus, wo sie jedoch von ihrem Mann aufgespürt wird. Der verwundete Kersten rettet sie vor ihrem Mann, bevor er selbst stirbt. Sie lebt fortan mit ihrem Liebhaber, dem Anwalt Robert Vaughan, und zieht mit ihm nach Amerika.

## Kritiken
Joachim Kramp und Jürgen Wehnert zitieren in ihrem Das Edgar Wallace Lexikon von 2004 eine Kritik des Monthly Film Bulletin von 1962 zum Film. Diese bezeichnet ihn als einen „der besseren Edgar-Wallace-Thriller.“

## Belege
1. ↑  
„Candidate for Murder.“ In: Joachim Kramp, Jürgen Wehnert: Das Edgar Wallace Lexikon. Leben, Werk, Filme. Es ist unmöglich, von Edgar Wallace nicht gefesselt zu sein! Verlag Schwarzkopf & Schwarzkopf, Berlin 2004; S. 75. ISBN 3-89602-508-2.
2. ↑  
Kritik vom Monthly Film Bulletin vom April 1962, zitiert nach „Candidate for Murder.“ In: Joachim Kramp, Jürgen Wehnert: Das Edgar Wallace Lexikon. Leben, Werk, Filme. Es ist unmöglich, von Edgar Wallace nicht gefesselt zu sein! Verlag Schwarzkopf & Schwarzkopf, Berlin 2004; S. 75. ISBN 3-89602-508-2.